# 新賽特 (密西西比州)
新賽特（英語：New Site）是位於美國密西西比州普蘭提斯縣的普查規定居民點。

## 人口
根據2020年美國人口普查的數據，新賽特的面積為6.67平方千米，皆為陸地。當地共有人口122人，而人口密度為每平方千米18.29人。